# عيسى السباح
عيسى السباح (25 ديسمبر 1986 - ) هو لاعب كرة قدم أردني يلعب حالياً مع نادي شباب العقبة - الأردن 

## روابط خارجية
- عيسى السباح على موقع قاعدة بيانات كرة القدم.إي يو (الإنجليزية)
- عيسى السباح على موقع ناشيونال فوتبول تيمز (الإنجليزية)
- عيسى السباح على موقع كووورة